# Władysław Kłosiewicz
Władysław Kłosiewicz, né le 7 décembre 1955 à Varsovie (Pologne), est un claveciniste classique, chef d'orchestre et professeur de musique polonais.

## Biographie
Władysław Kłosiewicz, né le 7 décembre 1955 à Varsovie, commence ses études musicales à l'Université de musique Frédéric-Chopin, dans la classe de Julitty Ślendzińskiej, dont il sort diplômé en 1979, de même qu'à l'Académie musicale Chigiana de Sienne où il obtient son diplôme avec les honneurs en 1978. Il est le dernier élève de Ruggero Gerlin et le plus proche assistant de Wanda Landowska,.
Dès 1978, il donne des concerts avec l'orchestre de chambre polonais de Jerzy Maksymiuk puis la Sinfonia Varsovia (qui lui succède). Il se produit internationalement aux festivals avec les solistes et chefs d'orchestre spécialisés dans la musique des XVIIe et XVIIIe siècles. Depuis 1993, il dirige l'ensemble baroque Musicae Antiquae Collegium Varsoviense de l'orchestre de chambre de Varsovie. En 2004, il monte son propre ensemble de musique ancienne, Narol Baroque, qu'il dirige jusqu'à présent.

## Prix et distinctions
- 1998 : Honorary Award of the Culture Foundation[1]
- 2001 : Croix Or du Mérite[1]

## Discographie (sélection)
Władysław Kłosiewicz enregistre sous les labels polonais CD Accord, Polski Radio, Acte Préalable et Pro Musica Camerata :

### Clavecin
- 1996 : François Couperin, Intégrale des pièces de clavecin - clavecin Neupert 1987, d'après Nicolat Blanchet 1737 (1993-1996, 13 CD Polskie Radio)[3] (OCLC 924834981)
- 1996 : Johann Jakob Froberger, … pour passer la mélancolie (15-16/19-20 juillet 1996, CD Accord ACD 035) (OCLC 47127838).
- 1999 : Domenico Scarlatti, 19 sonates pour clavecin : K. 20, 27, 29, 69, 181, 184, 247, 259, 276, 281, 360, 400, 421, 443, 460, 462, 492, 525 et Sonate en ré majeur (OCLC 1036300174).
- 2000 : J. S. Bach, Goldberg Variations (OCLC 767867079)

### En ensemble
- Górecki, Concerto pour clavecin - Sinfonietta Cracovia, dir. Robert Kabara (25 novembre 1995, Polskie Wydawnicwo Muzyczne Edition) (OCLC 43001813)
- Kłosiewicz, Œuvres de chambre : Concerto pour clavecin et quatuor à cordes - Quatuor Wilanow (2018, Acte Préalable AP0051)

### Chef d'orchestre
- Francesca Caccini, La Liberazione di Ruggiero dall'isola d'Alcina (avril/mai 1997, Pro Musica Camerata) (OCLC 297638910)
- Haendel, Imeneo - Wojciech Gierlach (Imeneo) ; Jacek Laszczkowski (Tirinto) ; Olga Pasiecznik (Rosmene) ; Martas Boberska (Clomiri) ; Andrzej Klimczak (Argenio) ; Musicae Antiquae Collegium Varsoviense (1999, Pro Musica Camerata PMC 024/025) (OCLC 823715413)
- Peri, L'Euridice - Anna Radziejowska (La Tragedia) ; Olga Pasiecznik (Euridice) ; Jacek Laszczkowski (Orfeo) ; Musicae Antiquae Collegium Varsoviense (2000, Pro Musica Camerata PMC 028/029) (OCLC 750713922)
- Szarzyński, Opera omnia - Marta Boberska, soprano ; Julita Mirosławska, soprano ; Jan Monowid, alto ; Aleksander Kunach, ténor ; Sławomir Jurczak, basse ; Musicae Antiquae Collegium Varsoviense (2005, Pro Musica Camerata) (OCLC 749613482)
- Haendel, Giulio Cesare - Anna Radziejowska (Giulio Cesare) ; Olga Pasiecznik (Cleopatra) ; Musicae Antiquae Collegium Varsoviense (3-4 novembre 2008, Pro Musica Camerata PMC 062/63/64) (OCLC 750727443)